# Yigoga flavina
Yigoga flavina är en fjärilsart som beskrevs av Herrich-Schäffer 1852. Yigoga flavina ingår i släktet Yigoga och familjen nattflyn. Inga underarter finns listade i Catalogue of Life.